# OLIVE (SKY-HIのアルバム)
『OLIVE』（オリーヴ）は、2017年1月18日にavex traxから発売されたSKY-HIの3枚目のオリジナルアルバム。

## 概要
前作『カタルシス』から約1年ぶりとなる3枚目のオリジナルアルバムである。CD、CD＋DVD(ライブ映像)、CD＋DVD(Music Video)の3形態で発売。
キャッチコピーは、
何度でも生きるんだ。今、その涙を愛そう。
SKY-HIがおくる「生きる」「再生」というテーマが込められている3rdアルバム。
Music Video盤のDVDには、動画サイトのみで公開し話題になったSKY-HI×高野苺「クロノグラフ」Music Videoや、本作品に初収録となる撮りおろしMusic Video「アドベンチャー」を収録。
Live盤 DVDには、初の全国ホールツアーとなった『SKY-HI HALL TOUR 2016 ～Ms. Libertyを探せ～ 』より、TOKYO DOME CITY HALL公演の映像を余すことなく収録。

## 内容
本作も前作『カタルシス』同様、全曲の作詞及び作曲にSKY-HIが携わっている。
前作『カタルシス』から発売されたシングルの表題曲を全て収録している。カタルシスでは生と死を題材としたアルバムとなり、カタルシスの制作を通じて完成した「クロノグラフ」を制作。この時点で次のアルバムのコンセプトは特別定まっていなかったが、喉の手術を経て本格的に制作に取り掛かった「ナナイロホリデー」を通じ、何度でも生きることができることを感じ、それをテーマとし「Double Down」の完成後に本格的に本作の制作に取り掛かった。手術後はイップスのような症状も現れ、人前で満足行くパフォーマンスが多くライブに関しては不安であったが、本作の制作で救われたという。『カタルシス』の発売から約1年しか経っていないが、本作は『カタルシス』から2年くらいかかってもよさそうな内容になったと述べている。
アルバムタイトルは最初、"何度でも生きる"であった為、"LIVE"が入ったものを取り入れようと考えた。オーガニックな構成にすることは初めから決めており、ジャケット写真のイメージも制作当初からできていたが、タイトルが決まらず悩んでいたところ、ふと"OLIVE"という単語が思い浮かんだという。OLIVEがギリシャ神話の女神アテーナーであったり、OLIVEの頭文字の"O"を"○"に捉えることもできることとなどの奥深さが気に入り、タイトルはOLIVEとなった。アルバムタイトルの「OLIVE」の"O"と"I"をひっくり返すと「I LOVE」になるように、"LIVEに寄り添って、LOVEに溢れる"作品になったとも語っている尚、タイトルが決まるまでにBELIVEやRe-LIVEといった造語なども候補に挙がったという。

## 収録曲
1. リインカネーション(4:46)
  - 作詞 : SKY-HI
  - 作曲 : SKY-HI / mabanua
  - Arrangement by mabanua
2. BIG PARADE(3:43)
  - 作詞・作曲：SKY-HI
  - Music&Track produced by ist
3. Double Down(4:36)
  - 作詞・作曲 : SKY-HI
  - Music&Track produced by SUNNY BOY

8枚目のシングル。
4. Stray Cat(4:12)
  - 作詞・作曲 : SKY-HI
  - Music&Track produced by UTA for TinyVoice,Production
5. 十七歳(5:47)
  - 作詞・作曲：SKY-HI
  - Music&Track produced by CHIVA from BUZZER BEATS for D.O.C

ストーリーテリングの楽曲で、ラップならではの情報量ゆえに出来た曲と述べている[6]。
6. 明日晴れたら(4:21)
  - 作詞・作曲：SKY-HI
  - Music&Track produced by grooveman Spot

ラップより意識的にボーカル寄りな歌唱法で歌った楽曲[6]。
7. アドベンチャー(4:19)
  - 作詞・作曲 : SKY-HI
  - Arrangement by  Ryuta Sakamoto
8. Walking on Water(3:57)
  - 作詞・作曲：SKY-HI
  - Music&Track produced by MURO

Track Produced by SUI
9. How Much??(4:20)
  - 作詞・作曲：SKY-HI
  - Music&Track produced by DJ WATARAI
10. 創始創愛(4:00)
  - 作詞・作曲：SKY-HI
  - Arrangement,produced by 蔦谷好位置

アルバムの中で最後にできた曲で、できるのが1日遅かったらアルバムの発売が延期というギリギリのタイミングで完成したという[7]。
11. Over The Moon(4:45)
  - 作詞 : SKY-HI
  - 作曲 : SKY-HI / ビッケブランカ
  - Arrangement by  横山裕章
12. クロノグラフ(5:15)
  - 作詞・作曲：SKY-HI
  - Arrangement by mabanua

6枚目のシングル。
13. ナナイロホリデー(5:05)
  - 作詞・作曲：SKY-HI
  - Music&Track produced by UTA for TinyVoice,production

7枚目のシングル。歌詞の中には嫌なことがたくさんある世の中だが、それでも夢の中より現実の方が歓びがあるというメッセージが込められており、この楽曲をOLIVEの最後の曲とした[8]。

## チャート
| チャート（2016年）               | 最高 順位 |
| -------------------------------- | --------- |
| 日本 デイリーチャート (オリコン) | 5         |
| 日本 週間チャート (オリコン)     | 8         |

2017年1月17日付のオリコンデイリーチャートで5位に初登場。その後は前週発売のONE OK ROCKの『Ambitions』や当時ロングヒット中であったback number『アンコール』、SMAP『SMAP 25 YEARS』などに順位を追い抜かれるが、トップ10内にランクインを続け、2017年1月30日付のオリコン週間チャートでは8位を記録。前作『カタルシス』に続きオリコントップ10入りを果たした。

## 発売形態

### CD
| #   | タイトル               | 作詞   | 作曲                    | 編曲       | 時間 |
| --- | ---------------------- | ------ | ----------------------- | ---------- | ---- |
| 1.  | 「リインカネーション」 | SKY-HI | SKY-HI / mabanua        | mabanua    | 4:46 |
| 2.  | 「BIG PARADE」         | SKY-HI | SKY-HI                  | ist        | 3:43 |
| 3.  | 「Double Down」        | SKY-HI | SKY-HI                  | SUNNY BOY  | 4:36 |
| 4.  | 「Stray Cat」          | SKY-HI | SKY-HI                  | UTA        | 4:12 |
| 5.  | 「十七歳」             | SKY-HI | SKY-HI                  | CHIVA      | 5:47 |
| 6.  | 「明日晴れたら」       | SKY-HI | SKY-HI                  | grooveman  | 4:21 |
| 7.  | 「アドベンチャー」     | SKY-HI | SKY-HI                  | 坂本竜太   | 4:19 |
| 8.  | 「Walking on Water」   | SKY-HI | SKY-HI                  | MURO       | 3:57 |
| 9.  | 「How Much??」         | SKY-HI | SKY-HI                  | DJ WATARAI | 4:20 |
| 10. | 「創始創愛」           | SKY-HI | SKY-HI                  | 蔦谷好位置 | 4:00 |
| 11. | 「Over the Moon」      | SKY-HI | SKY-HI / ビッケブランカ | 横山裕章   | 4:45 |
| 12. | 「クロノグラフ」       | SKY-HI | SKY-HI                  | mabanua    | 5:15 |
| 13. | 「ナナイロホリデー」   | SKY-HI | SKY-HI                  | UTA        | 5:05 |

### CD+DVD①
| #   | タイトル               | 作詞   | 作曲                    | 編曲       | 時間 |
| --- | ---------------------- | ------ | ----------------------- | ---------- | ---- |
| 1.  | 「リインカネーション」 | SKY-HI | SKY-HI / mabanua        | mabanua    | 4:46 |
| 2.  | 「BIG PARADE」         | SKY-HI | SKY-HI                  | ist        | 3:43 |
| 3.  | 「Double Down」        | SKY-HI | SKY-HI                  | SUNNY BOY  | 4:36 |
| 4.  | 「Stray Cat」          | SKY-HI | SKY-HI                  | UTA        | 4:12 |
| 5.  | 「十七歳」             | SKY-HI | SKY-HI                  | CHIVA      | 5:47 |
| 6.  | 「明日晴れたら」       | SKY-HI | SKY-HI                  | grooveman  | 4:21 |
| 7.  | 「アドベンチャー」     | SKY-HI | SKY-HI                  | 坂本竜太   | 4:19 |
| 8.  | 「Walking on Water」   | SKY-HI | SKY-HI                  | MURO       | 3:57 |
| 9.  | 「How Much??」         | SKY-HI | SKY-HI                  | DJ WATARAI | 4:20 |
| 10. | 「創始創愛」           | SKY-HI | SKY-HI                  | 蔦谷好位置 | 4:00 |
| 11. | 「Over the Moon」      | SKY-HI | SKY-HI / ビッケブランカ | 横山裕章   | 4:45 |
| 12. | 「クロノグラフ」       | SKY-HI | SKY-HI                  | mabanua    | 5:15 |
| 13. | 「ナナイロホリデー」   | SKY-HI | SKY-HI                  | UTA        | 5:05 |

| #  | タイトル                         | 作詞 | 作曲・編曲 |
| -- | -------------------------------- | ---- | ---------- |
| 1. | 「クロノグラフ Music Video」     |      |            |
| 2. | 「クロノグラフ SKY-HI × 高野苺」 |      |            |
| 3. | 「ナナイロホリデー Music Video」 |      |            |
| 4. | 「Double Down Music Video」      |      |            |
| 5. | 「アドベンチャー Music Video」   |      |            |
| 6. | 「アドベンチャー Making」        |      |            |

### CD+DVD②
| #   | タイトル               | 作詞   | 作曲                    | 編曲       | 時間 |
| --- | ---------------------- | ------ | ----------------------- | ---------- | ---- |
| 1.  | 「リインカネーション」 | SKY-HI | SKY-HI / mabanua        | mabanua    | 4:46 |
| 2.  | 「BIG PARADE」         | SKY-HI | SKY-HI                  | ist        | 3:43 |
| 3.  | 「Double Down」        | SKY-HI | SKY-HI                  | SUNNY BOY  | 4:36 |
| 4.  | 「Stray Cat」          | SKY-HI | SKY-HI                  | UTA        | 4:12 |
| 5.  | 「十七歳」             | SKY-HI | SKY-HI                  | CHIVA      | 5:47 |
| 6.  | 「明日晴れたら」       | SKY-HI | SKY-HI                  | grooveman  | 4:21 |
| 7.  | 「アドベンチャー」     | SKY-HI | SKY-HI                  | 坂本竜太   | 4:19 |
| 8.  | 「Walking on Water」   | SKY-HI | SKY-HI                  | MURO       | 3:57 |
| 9.  | 「How Much??」         | SKY-HI | SKY-HI                  | DJ WATARAI | 4:20 |
| 10. | 「創始創愛」           | SKY-HI | SKY-HI                  | 蔦谷好位置 | 4:00 |
| 11. | 「Over the Moon」      | SKY-HI | SKY-HI / ビッケブランカ | 横山裕章   | 4:45 |
| 12. | 「クロノグラフ」       | SKY-HI | SKY-HI                  | mabanua    | 5:15 |
| 13. | 「ナナイロホリデー」   | SKY-HI | SKY-HI                  | UTA        | 5:05 |

| #   | タイトル                    | 作詞 | 作曲・編曲 |
| --- | --------------------------- | ---- | ---------- |
| 1.  | 「フリージア〜Prologue〜」  |      |            |
| 2.  | 「トリックスター」          |      |            |
| 3.  | 「ONE BY ONE」              |      |            |
| 4.  | 「愛ブルーム」              |      |            |
| 5.  | 「スマイルドロップ」        |      |            |
| 6.  | 「Limo」                    |      |            |
| 7.  | 「Countdown」               |      |            |
| 8.  | 「マインドコントロール」    |      |            |
| 9.  | 「TOKYO SPOTLIGHT」         |      |            |
| 10. | 「Tumbler」                 |      |            |
| 11. | 「LUCE」                    |      |            |
| 12. | 「Young,Gifted and Yellow」 |      |            |
| 13. | 「As a Sugar」              |      |            |
| 14. | 「Enter The Dungeon」       |      |            |
| 15. | 「RULE」                    |      |            |
| 16. | 「Ms.Liberty」              |      |            |
| 17. | 「VERY BERRY」              |      |            |
| 18. | 「朝が来るまで」            |      |            |
| 19. | 「Blanket」                 |      |            |
| 20. | 「逆転ファンファーレ」      |      |            |
| 21. | 「Seaside Bound」           |      |            |
| 22. | 「フリージア〜Epilogue〜」  |      |            |
| 23. | 「アイリスライト」          |      |            |
| 24. | 「クロノグラフ」            |      |            |
| 25. | 「カミツレベルベット」      |      |            |
| 26. | 「またね」                  |      |            |